# Ceftazidime
Ceftazidime, được bán dưới tên thương mại Fortaz cùng một số tên khác, là một kháng sinh hữu ích cho việc điều trị một số bệnh nhiễm trùng do vi khuẩn. Cụ thể là kháng sinh này được sử dụng cho nhiễm trùng khớp, viêm màng não, viêm phổi, nhiễm trùng huyết, nhiễm trùng đường tiết niệu, viêm tai giữa ác tính, nhiễm trùng Pseudomonas aeruginosa và nhiễm trùng vibrio. Chúng có thể được tiêm vào tĩnh mạch hoặc tiêm vào cơ.
Các tác dụng phụ thường gặp bao gồm buồn nôn, phản ứng dị ứng và đau ở chỗ tiêm. Các tác dụng phụ khác có thể kể đến là tiêu chảy Clostridium difficile.  Chúng không được khuyến cáo sử dụng ở những người có tiền bệnh phản vệ với penicillin. Việc sử dụng nó tương đối an toàn trong thời kỳ mang thai và cho con bú. Ceftazidime thuộc họ kháng sinh cephalosporin thế hệ thứ ba và hoạt động bằng cách tác động vào thành tế bào của vi khuẩn.
Ceftazidime được cấp bằng sáng chế vào năm 1978 và được đưa vào sử dụng thương mại vào năm 1984. Nó nằm trong danh sách các loại thuốc thiết yếu của Tổ chức Y tế Thế giới, tức là các loại thuốc hiệu quả và an toàn nhất cần thiết trong một hệ thống y tế. Ceftazidime có sẵn dưới dạng thuốc gốc. Chi phí bán buôn ở các nước đang phát triển là khoảng 2,84 đến 16,76 USD mỗi ngày. Tại Hoa Kỳ một khóa điều trị có thể có giá từ 100 đến 200 USD.